# Reduto dos Marcos
O Reduto dos Marcos localizava-se na localidade de Barra dos Marcos, junto à barra sul do canal de Santa Cruz, atual município de Igarassu, no litoral do estado de Pernambuco, no Brasil.

## História
As pesquisas arqueológicas do provável sítio da feitoria de Itamaracá iniciaram-se no final da década de 1960, após uma forte ressaca marítima ter colocado a descoberto vestígios de antigos muros de pedra. Uma campanha teve lugar em 1967 sob a direção do Prof. Marcos de Albuquerque, da Universidade Federal de Pernambuco, quando foram identificados restos de cerâmica indígena e européia, pregos, facas e balas de arcabuz, bem como alicerces de pedra argamassada (RAJÃO, 1969:94-111).
O Forte dos Marcos foi estudado por Mário Melo (BARRETTO, 1958:19). Mais recentemente, em Março de 1998, uma avaliação do sítio dos Marcos foi realizada pelo Laboratório de Arqueologia da UFPE, permitindo a identificação de uma estrutura arquitetônica, a quarenta centímetros de profundidade, correspondente a um espesso alicerce, apresentando uniformidade quanto ao material e à técnica utilizados: pedra consolidada por argamassa de cal e fragmentos de telhas de barro.
O trecho do alicerce colocado a descoberto não representa a totalidade da estrutura original. Após o abandono da estrutura, as pedras das paredes foram removidas e com elas parte do alicerce, possivelmente para serem reaproveitados em outras edificações, prática comum em tempos coloniais. O conjunto remanescente permite identificar dois vãos, de 13 e 33,75 metros quadrados respectivamente, que prosseguiam em direção ao canal. As poucas evidências não permitem um diagnóstico da função da estrutura, permitindo apenas supor tratar-se dos restos dos alojamentos de um reduto. Por se encontrar próximo ao local onde, nos séculos XVI e XVII, se situavam (no continente) os marcos de pedra, assinalando os limites entre a Capitania de Itamaracá e a de Pernambuco, o sítio foi considerado como o Reduto (ou Fortim) dos Marcos, carecendo de maiores pesquisas.